# Struthiopteris crispa
Struthiopteris crispa là một loài dương xỉ trong họ Blechnaceae. Loài này được Wallr. mô tả khoa học đầu tiên năm 1831.
Danh pháp khoa học của loài này chưa được làm sáng tỏ. 